# Zsigmondyhütte
Die Zsigmondyhütte (italienisch Rifugio Zsigmondy Comici) ist eine Schutzhütte in den Sextner Dolomiten (Südtirol, Italien). Sie befindet sich auf einem Felsrücken am Fuß des Zwölferkofels auf einer Höhe von 2224 m s.l.m. Das umliegende Gebiet ist Teil des Naturparks Drei Zinnen. Die Hütte wurde nach dem Wiener Alpinisten Emil Zsigmondy benannt. Im Jahre 1948 wurde der zweite Name Comici, nach dem italienischen Alpinisten und Bergführer Emilio Comici (1901–1940) aus Triest, hinzugefügt.

## Geschichte
Die erste Hütte wurde etwa 100 m vom heutigen Standort entfernt im Jahre 1886 vom Österreichischen Alpenklub (ÖAK) errichtet. Nachdem die zunächst unbewirtschaftete Hütte im Winter 1887/1888 durch eine Lawine beschädigt worden war, erfolgte bald die Wiederherstellung des Gebäudes. Nach einer baulichen Vergrößerung der Hütte begann 1902 die Bewirtschaftung. Eine weitere bedeutende Erweiterung zu einem größeren Haus erfolgte 1908. Diese Hütte bot bereits etwa 60 Personen Unterkunft. Im Ersten Weltkrieg wurde die Hütte am 8. Juli 1915 durch italienische Artillerie völlig zerstört. Ein Neubau an der heutigen Stelle wurde erst 1926 durch die Sektion Padua des CAI beschlossen und 1929 fertiggestellt. Die Hütte, bereits ähnlich groß wie die heutige, wurde zwischenzeitlich in Rifugio Benito Mussolini umbenannt. Während des Zweiten Weltkriegs wurde das Haus wieder geplündert und stark beschädigt. Die Wiederherstellung erfolgte bereits 1946 unter dem Namen Rifugio Comici. Den Namen Rifugio Zsigmondy-Comici erhielt die Hütte 1948.
Zusammen mit 24 weiteren vom Staat enteigneten Schutzhütten ging die Zsigmondyhütte 1999 in das Eigentum der Autonomen Provinz Bozen – Südtirol über; mit Jahresende 2010 lief die Konzession zu deren Führung durch den CAI aus. Seit 2015 wird das Land Südtirol bei der Verwaltung der Hütte (Vergabe an Pächter, Überwachung der Führung, Sanierungsmaßnahmen) durch eine paritätische Kommission unterstützt, in der neben der öffentlichen Hand auch der AVS und der CAI vertreten sind.

## Zugänge
Der Zugang zur Hütte erfolgt vom Talort Moos (1339 m) im Sextener Tal, einem Nebental des Hochpustertals, durch das relativ flache Fischleintal über die Fischleinbodenhütte (1454 m) zur Talschlusshütte (1526 m) am Fuße der Einserkofels. Der Weg kann durch Nutzung des Wanderparkplatzes oder der Linienbusstation an der Fischleinbodenhütte verkürzt werden. Ein Radweg führt bis zur Talschlusshütte. An der Talschlusshütte wendet man sich beginnend mit einem etwas steileren Anstieg (Areal des Bergsturzes vom Einserkofel im Oktober 2007) in das zwischen den Bergmassiven des Einserkofels und Elferkofels verlaufende Bacherntal. Orientierungspunkt bei diesem Wegabschnitt ist die markante Spitze des Hochleist (2413 m). Der Aufstieg zur Hütte erfolgt vorbei an Kanzel und Hochleist, wobei bald das eindrucksvolle Zwölferkofelmassiv sichtbar wird. Als Gehzeit müssen von der Talschlusshütte zwei Stunden eingeplant werden.

## Übergänge
Die Hütte kann als Ausgangspunkt zur Begehung des bekannten Alpinisteigs genutzt werden. An dessen Ende kann dann zur Rotwandwiesenhütte mit der nahegelegenen Seilbahn nach Sexten/Moos oder über die Sentinellascharte zur Bertihütte abgestiegen werden. Übergänge zu anderen Hütten sind die Wege zur Büllelejochhütte (2528 m) und weiter zur Dreizinnenhütte (2405 m), südwestwärts über die Zwölferscharte und die Rossleitn zur Lavaredohütte (2344 m), sowie südostwärts über die Giralba-Scharte zur Carduccihütte (2297 m).

## Gipfelbesteigungen
Für alpine Kletterer ist sicher der Zwölferkofel das naheliegende Ziel. Anspruchsvolle Bergtouren können zur Hochbrunnerschneid (3046 m) und zu den Oberbachernspitzen (2675 m) führen. Der Gipfel der Hochbrunnerschneid (3046 m) kann ausgehend vom Dolomiten-Höhenweg ostwärts bis zur Abzweigung zum Aufstieg über das Innere Loch erreicht werden. Der Weg zu den Oberbachernspitzen führt über den Passo Fiscalino und die Büllelejochhütte. Als kürzere und einfache Touren bieten sich Wanderungen zum Hochleist (2413 m) und der Kanzel (2531 m) an.

## Bildergalerie

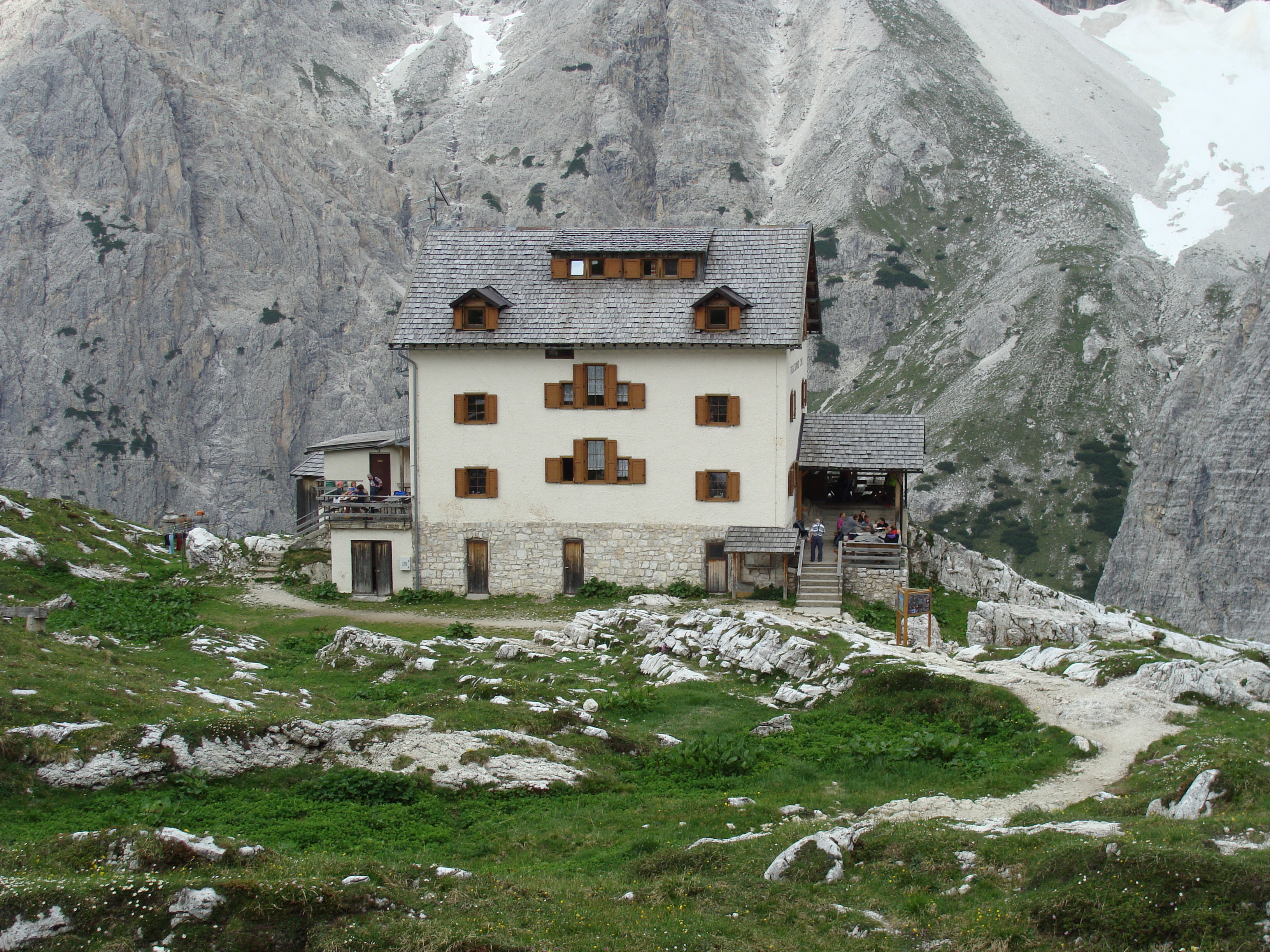
Zsigmondyhütte
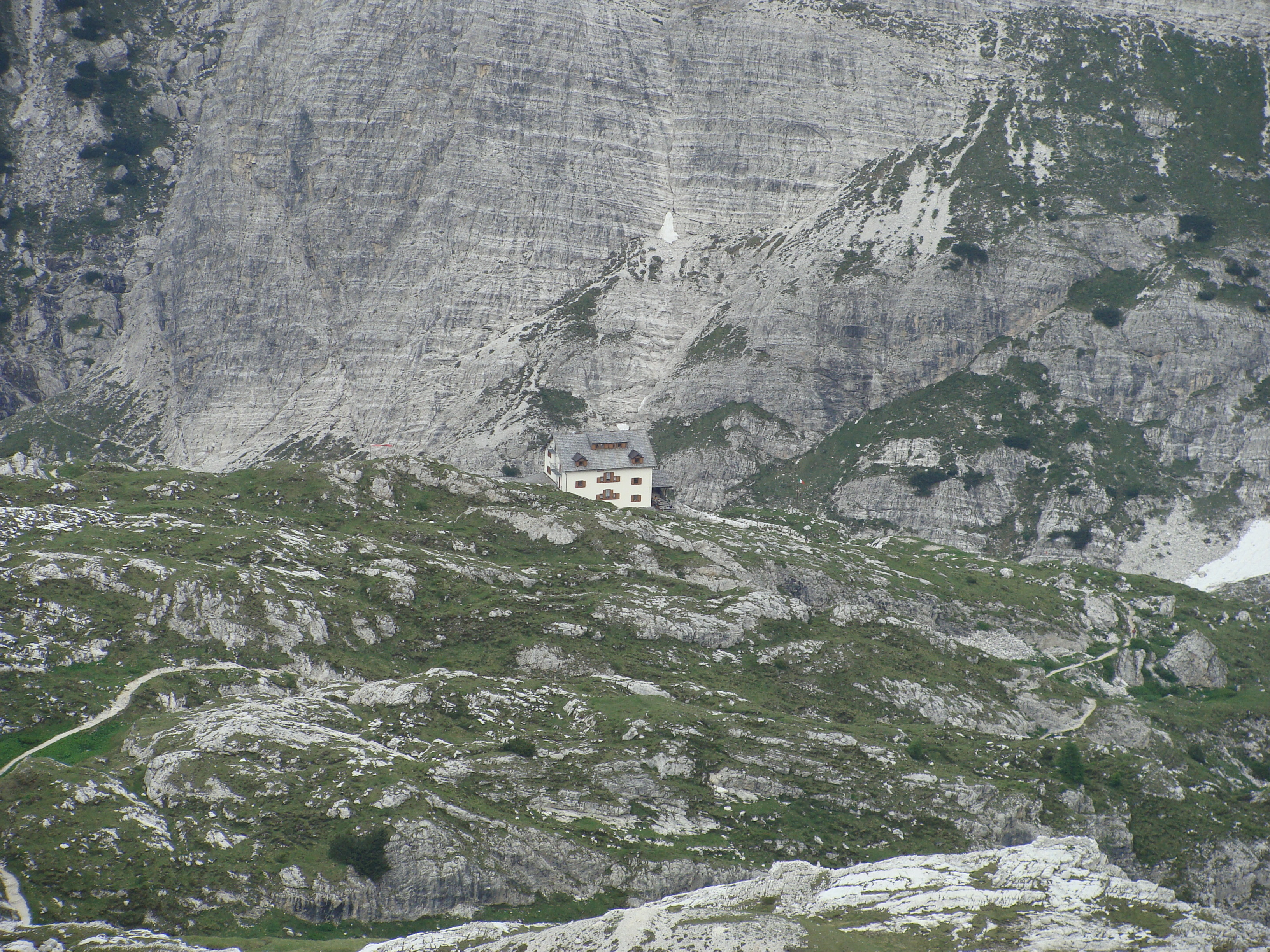
Zsigmondyhütte
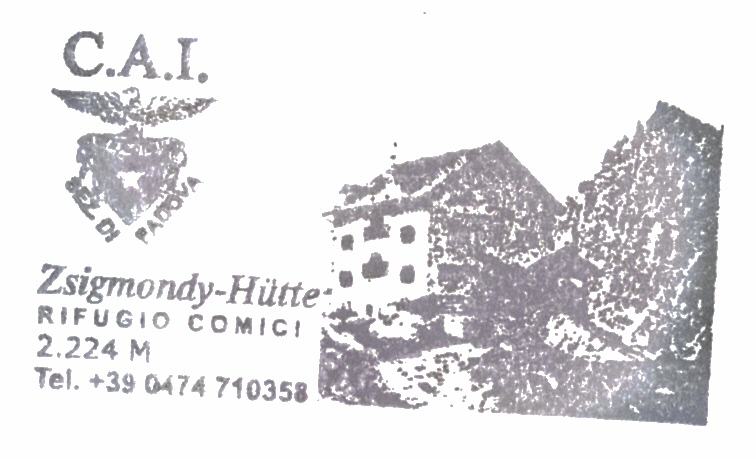
Hüttenstempel
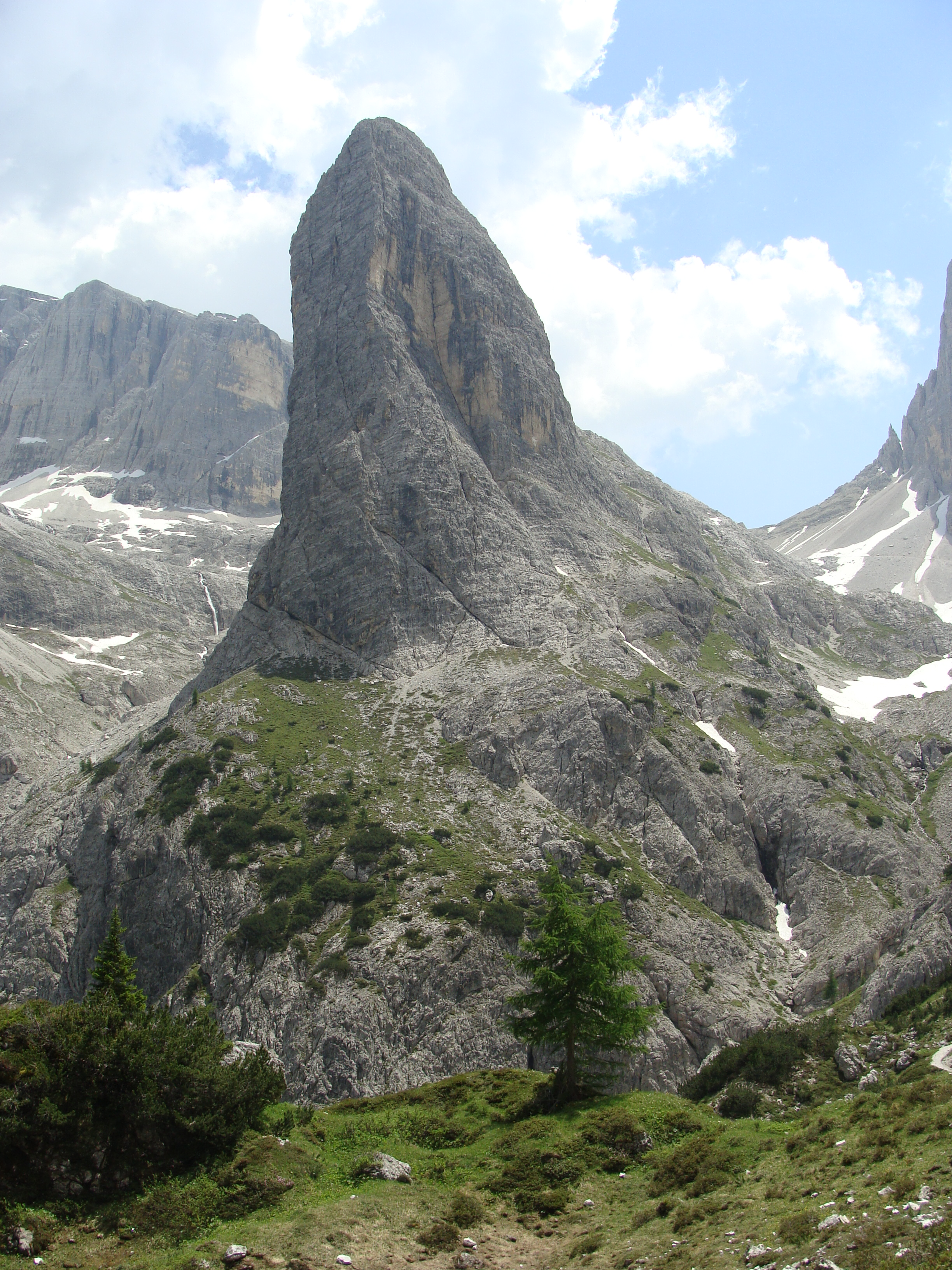
Hochleist 2413 m
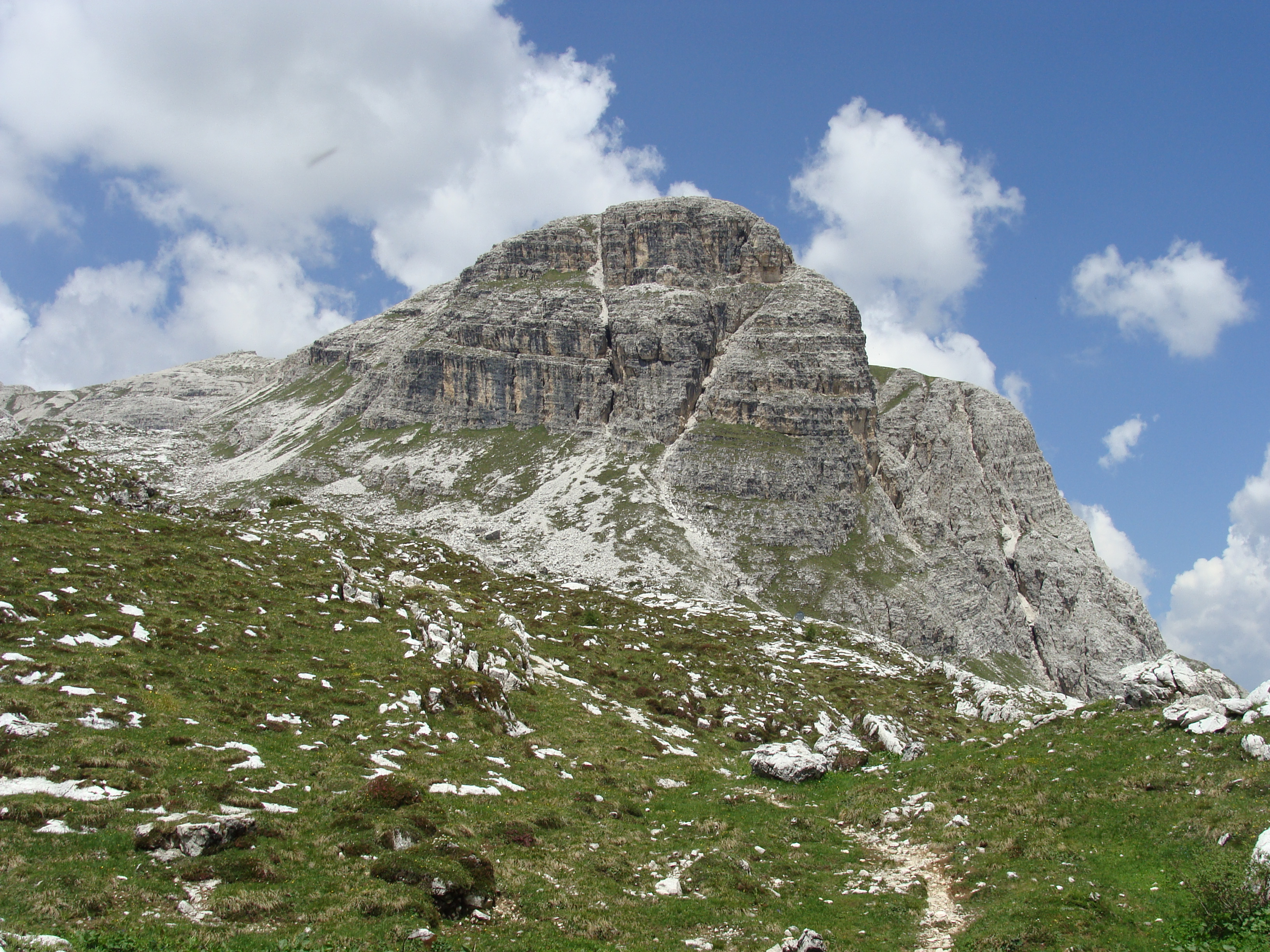
Kanzel 2531 m